# 牛瑞騆
牛瑞騆（？—2012年12月4日），男，中华人民共和国政治人物，曾任西藏自治区革命委员会副主任，西藏自治区人民政府副主席。